# Église Saint-Jean de Landsberg am Lech
L'église Saint-Jean (St. Johannes am Vorderanger, ou Johanniskirche) est une petite église rococo de culte catholique, située à Landsberg en Haute-Bavière (sud de l'Allemagne). C'est un chef-d'œuvre de Dominikus Zimmermann. Elle est consacrée à saint Jean.

## Historique
La population étant en forte croissance au XVe siècle, un second cimetière est aménagé à Landsberg. La ville achète en 1505 le terrain à l'angle de la Brudergasse pour y bâtir une petite église devant desservir le nouveau cimetière. Elle est consacrée le 1er mai 1507. Un autre cimetière est ouvert à la sortie de la ville à la fin du XVIe siècle, et le précédent sert à la bourgeoisie de la ville.
En 1575, le comte Schwickhart von Helfenstein invite les jésuites à s'installer à Landsberg. La Réforme protestante divise la société et la Compagnie de Jésus se trouve en première ligne de la Contre-Réforme. Deux jésuites disent la messe à l'église Saint-Jean qui va devenir le point de départ de leur action en ville. En 1693, on y installe un nouveau maître-autel et deux autels latéraux.
L'église est reconstruite en style baroque à partir de 1741 d'après les plans de Dominikus Zimmermann, mais la construction, interrompue par la guerre de Succession d'Autriche, ne reprend qu'en 1750. Carl Joseph Thalhaimer est l'auteur des fresques. L'église est bénite en 1750 et consacrée par Mgr Franz Xaver von Adelmannsfelden en 1754. Les dernières finitions se poursuivent jusqu'en 1762.
Le cimetière Saint-Jean est fermé en 1867. Les Sœurs de l'hôpital voisin acquièrent l'église comme chapelle pour leur communauté. Les derniers bénéfices et liens spirituels avec l'hôpital disparaissent dans les années 1890, et l'église devient une filiale de la paroisse.
Elle est rénovée à la fin du XIXe siècle, en 1930-1931, en 1966 et en 2002. La façade orientale est restaurée en 1977 et la façade septentrionale en 1990.

## Architecture

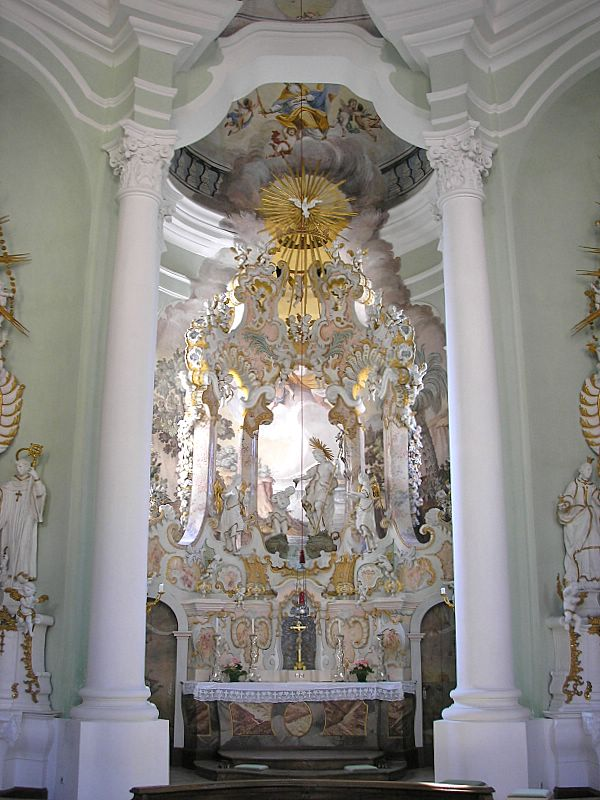
Vue du maître-autel dans le chœur

L'église est à un angle de bâtiments construits. On y entre par le portail de la façade est, encadré de pilastres cannelés et surmonté d'une grande fenêtre. Deux autres pilastres identiques se trouvent à chaque extrémité de la façade encadrant une fenêtre, portant ainsi le nombre de fenêtres à trois.
La nef est quadrangulaire. La petite Brudergasse (ruelle des Frères) longe le côté nord éclairé de deux fenêtres. Le chœur en arc de cercle ferme le côté ouest. Une petite porte donnait sur le cimetière aujourd'hui disparu. Une petite lanterne formant un clocher (XIXe siècle) s'élève au-dessus du côté nord du chœur.

### Intérieur

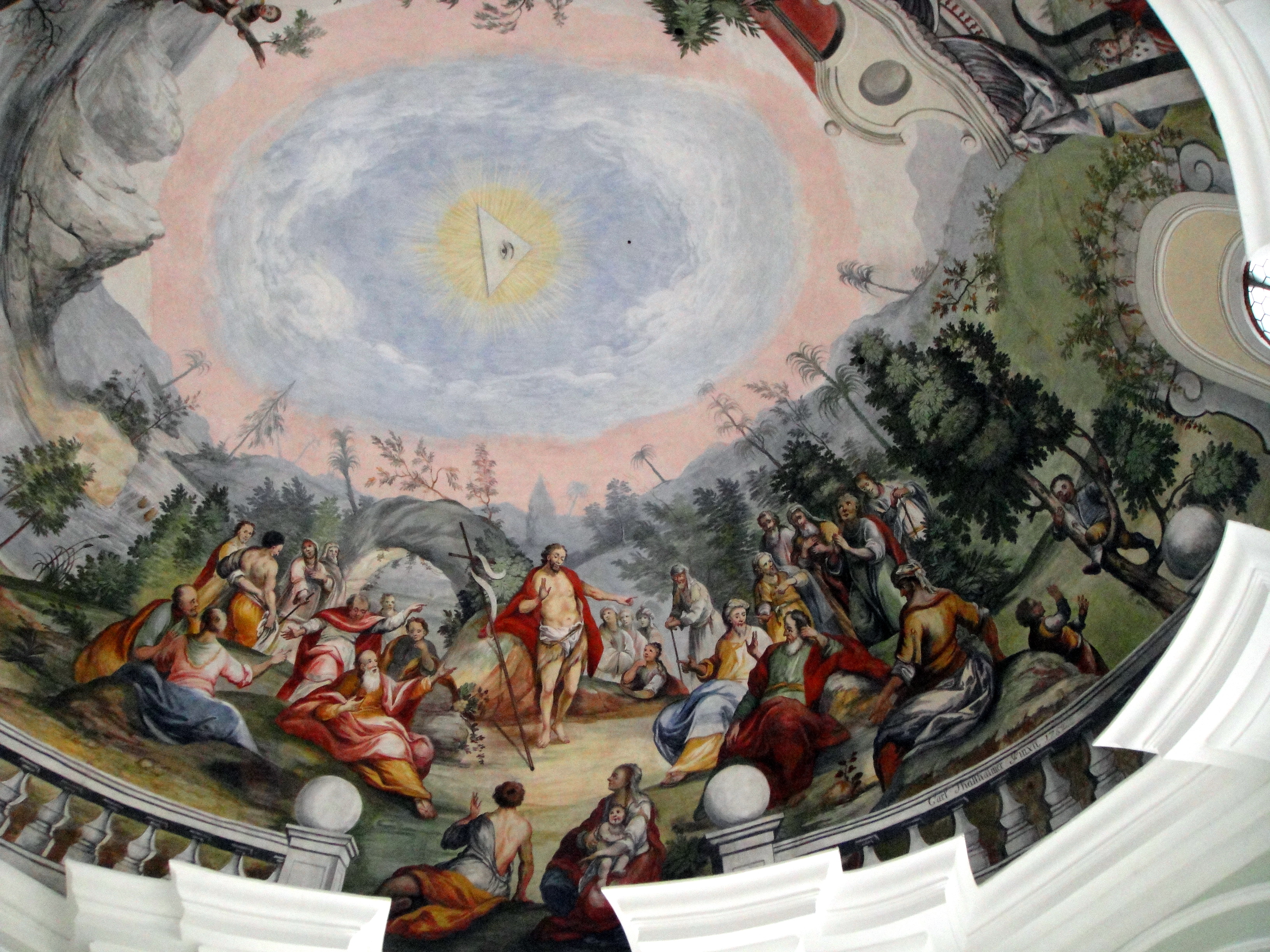
Fresque illustrant la prédication de saint Jean-le-Précurseur

L'intérieur s'inscrit dans une forme ovale. Les angles sont arrondis par des niches et les murs sont en courbe. Huit piliers puissants légèrement en avancée se présentent par deux. Une large corniche soutient la coupole ovale, donnant au petit espace de la nef un aspect de monumentalité classique. L'effet est accentué par la noblesse des fresques.
Le chœur du maître-autel, comme une petite abside semi-circulaire, est séparé de la nef par deux colonnes. Deux petites fenêtres en hauteur donnent une lumière oblique. Le tout étant éclairé par une petite coupole. L'art du « theatrum sacrum » trouve ici sa pleine expression, comme le style rococo sait en rendre l'éclat.

## Décor
Le maître-autel datant de 1754-1755 est des mains de Nikolaus Schütz, d'après un dessin de Dominikus Zimmermann. Sa structure de bois est ornée de stucs. Les statues sont l'œuvre de Johann Luidl. Quatre piliers de stuc en trompe-l'œil imitant le marbre s'élèvent en se transformant en rocailles, flammes et coquilles, l'ensemble étant orné d'arabesques. La scène centrale représente le Baptême du Christ par saint Jean, sous une colombe symbolisant le Saint Esprit. Le décor du Jourdain est peint sur les murs.

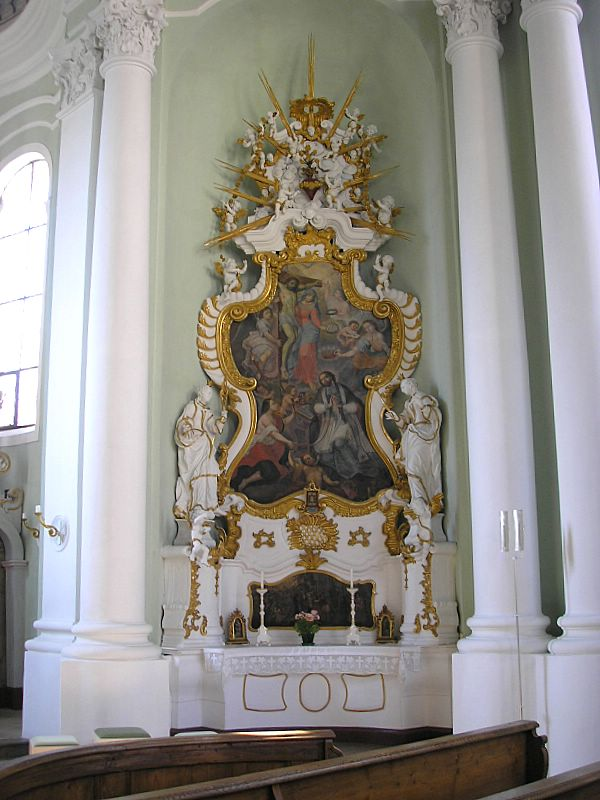
Autel de saint Jean Népomucène

Les deux autels latéraux, l'un au nord, l'autre au sud, sont issus de l'atelier de Johann Luidl et dessinés par Zimmermann. Ils se trouvent dans les niches du côté ouest et sont inspirés du maître-autel de la chapelle Sainte-Anne de Buxheim (1738-1739). Ils sont décorés d'allégories florales et de putti. Celui du nord est consacré à saint Jean Népomucène représenté agenouillé devant la Crucifixion, et celui du sud à saint Jean l'Évangéliste. Les tableaux d'autel sont de Johann Anwander.
L'autel situé au mur nord, sous la fenêtre, est dédié à saint Sébastien. Il est entièrement issu de l'atelier de Johann Luidl. Le tableau est richement entouré de décor rocaille (avant 1700). Le saint est représenté à mi-corps devant son pilier de martyre.
Les fresques de la nef représentent la vie de saint Jean-Baptiste, avec sa prédication et sa décollation, et les scènes sont peintes derrière des balustrades qui accentuent l'aspect théâtral des œuvres. On découvre la signature Carl Thalhaimer pinxit 1752 sur la balustrade nord-est. La fresque de Thalhaimer de la coupole du chœur représente Dieu le Père trônant dans les nuages entouré d'anges. Elle est plus pâle et légère que le décor exotique du Jourdain sur les murs derrière l'autel, peint par un autre maître.
Du côté est, on remarque deux tableaux d'autel de l'ancienne église. Ces huiles sur toile en pendant datent de 1702 et sont de la main de Johann Jakob Pottmayer, peintre de Landsberg. Du côté nord, saint Castule est représenté dans les nuages au-dessus de saint Ulrich (patron du diocèse d'Augsbourg), de saint Grégoire le Grand et de saint Blaise; du côté sud, sainte Afre (martyre d'Augsbourg) se trouve en compagnie de sainte Élisabeth, sainte Ursule et sainte Apollonie.
Du côté est, une grande crucifixion sculptée date de la période du gothique tardif (1490-1500). La Vierge des Douleurs à ses pieds a été sculptée par Lorenz Luidl (de) à la fin du XVIIe siècle.

## Illustrations

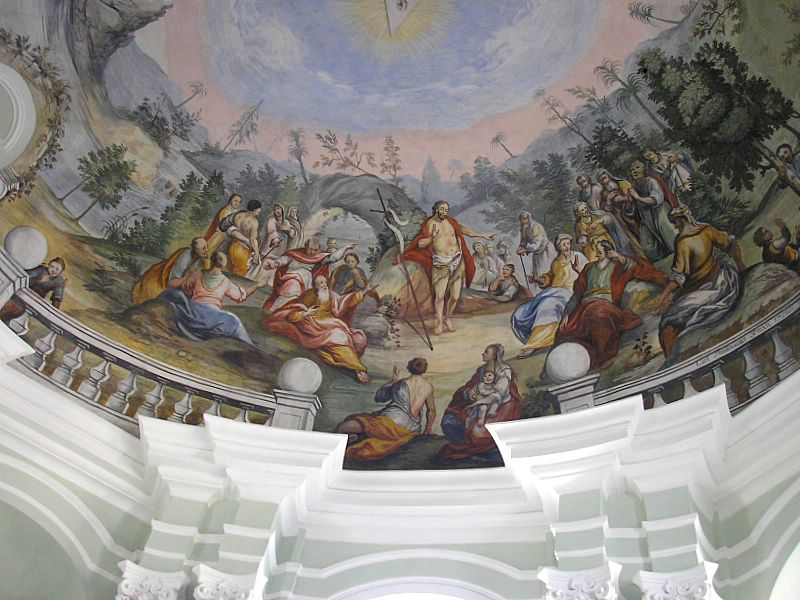
Décollation de saint Jean-Baptiste
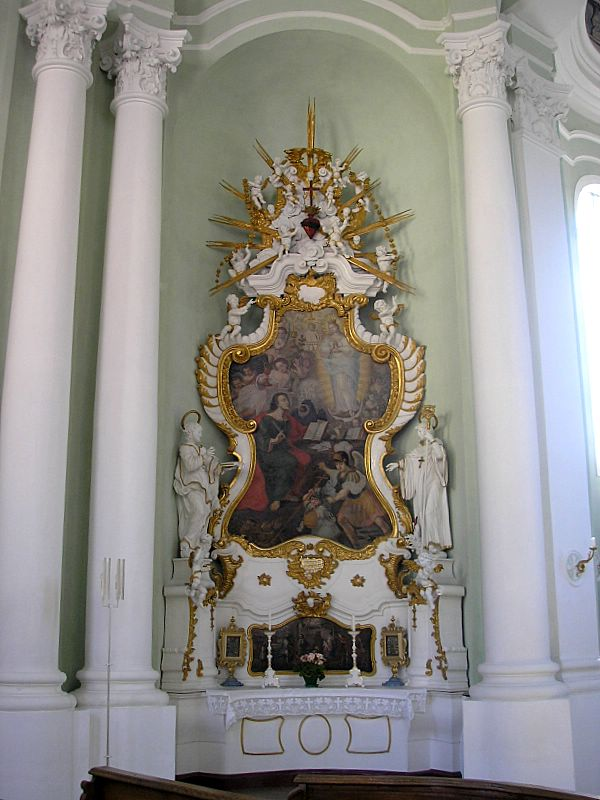
Autel de saint Jean l'Évangéliste